# Pararge bicubitocellata
Pararge bicubitocellata är en fjärilsart som beskrevs av Ruggero Verity 1953. Pararge bicubitocellata ingår i släktet Pararge och familjen praktfjärilar. Inga underarter finns listade i Catalogue of Life.